# Zinjibar
Zinjibar (tiếng Ả Rập: زنجبار Zinjibār) là một thị trấn cảng của Yemen, là thủ phủ của huyện Zinjibar và tỉnh Abyan. Thị trấn tọa lạc cạnh Wadi Bana trong đồng bằng Abyan. Từ năm 1962 tới 1967, nó là thủ đô thành chính của hồi quốc Fadhli, dù hoàng cung vẫn nằm ở cố đô Shuqrah. Theo thống kê 2004, dân số Zinjibar là 19.879 người. Đây là một điểm du lịch biển nhỏ và là nơi làng nghề đánh bắt hải sản phát triển. Loài cây Gossypium barbadense mọc trong vùng thường được đem bán tại chợ địa phương.